# Comuna Hedensted
Hedensted (Hedensted Kommune) este o comună din regiunea Midtjylland, Danemarca, cu o suprafață totală de 551,36 km² și o populație de 46.119 locuitori (2011).